# Koba (Burkina Faso)
Pour les articles homonymes, voir Koba.
Koba est une commune située dans le département de Sanaba de la province des Banwa au Burkina Faso.